# ادعای خانه‌نشینی یازده‌روزه محمود احمدی‌نژاد
غیبت یازده روزه محمود احمدی‌نژاد(رییس جمهور وقت ایران) در پی استعفای حیدر مصلحی، وزیر اطلاعات وقت در ۲۸ فروردین ۱۳۹۰، پذیرش استعفاء توسط محمود احمدی‌نژاد و مخالفت رهبر ایران با کنار رفتن حیدر مصلحی و پس از آن توصیهٔ سید علی خامنه‌ای به وزیر اطلاعات برای باقی ماندن در جایگاه خود انجام گرفت. با گذشت مدتی، رسانه‌ها از عدم شرکت رئیس‌جمهور در جلسات کابینه و همچنین سایر برنامه‌هایش خبر دادند که ناظران آن را نشانهٔ اعتراض احمدی‌نژاد به سید علی خامنه‌ای، اختلاف بین این دو نفر و رقابت دو کانون تصمیم‌گیری در حاکمیت جمهوری اسلامی دانستند. هواداران احمدی‌نژاد این غیبت را مثالی از دورکاری دولت می‌دانند و منتقدانش اینکار وی را قهر با سیاست و رفتاری طنزگونه تعبیر کردند. این غیبت که یازده روز به طول انجامید. با دیدار چهره‌های مختلف با محمود احمدی‌نژاد و همچنین دیدار وی با علی خامنه‌ای همراه بود. سرانجام حیدر مصلحی با حکم سید علی خامنه‌ای در سمتش باقی‌ماند و در پی اوج‌گیری حملات عده‌ای از محافظه‌کاران علیه احمدی‌نژاد، او در جلسهٔ هیئت دولت شرکت کرد.
به‌گفتهٔ محمدرضا باهنر نایب‌رئیس وقت مجلس، در این ماجرا احمدی‌نژاد قصد استعفا داشت اما در نهایت به این نتیجه رسید که بهتر است به کار خود ادامه دهد.

## استعفای مصلحی
خبرگزاری‌های داخلی ایران روز یکشنبه ۲۸ فروردین ۱۳۹۰، خبر استعفای حیدر مصلحی از سمت وزارت اطلاعات جمهوری اسلامی ایران را همراه با متن موافقت محمود احمدی‌نژاد با استعفای آقای مصلحی و نیز حکم انتصاب او به عنوان مشاور امور اطلاعاتی انعکاس دادند.
این استعفاء و موافقت رئیس‌جمهور با آن مورد مخالفت رسمی سید علی خامنه‌ای، قرار گرفت. هر چند تا چند روز بعد که این مخالفت با ارسال نامه‌ای از سوی وی به حیدر مصلحی رسماً اعلام شد، تردیدهایی در مورد آن وجود داشت. ایرنا، خبرگزاری رسمی دولت ایران بعد از تأخیری قابل توجه در اعلام این مخالفت و ابقای حیدر مصلحی، سرانجام پذیرفت که خامنه‌ای با این کناره‌گیری مخالفت کرده‌است. این در حالی بود که در پی انتشار اولیه این خبر توسط برخی رسانه‌های دیگر ایران، ایرنا در ساعات اولیه روز ۲۹ فروردین انتشار این خبر را یک «سناریو» علیه دولت محمود احمدی‌نژاد عنوان کرده بود.
هفته‌نامهٔ اکونومیست طی گزارشی، «شنود مکالمات تلفنی رحیم‌مشایی از سوی وزارت اطلاعات» را دلیل برکناری حیدر مصلحی دانسته‌ است. اکونومیست بدون ذکر جزئیات، افشای عملیات شنود علیه رئیس دفتر احمدی‌نژاد در ماه آوریل را، دلیل اخراج وزیر اطلاعات می‌داند. این در حالی‌است که برخی رسانه‌های داخلی راست‌گرا، اختلاف نظر احمدی‌نژاد و مصلحی بر سر عزل یا ابقای دو معاون وزیر اطلاعات را دلیل عزل حیدر مصلحی دانسته‌اند. به گفتهٔ سایت پارلمان نیوز (ارگان فراکسیون اقلیت مجلس هشتم) پافشاری مصلحی بر عزل یکی از معاونانش(که به نوشته این سایت مورد حمایت رحیم مشایی بوده) سبب عزل خود مصلحی شده‌ است.

## غیبت رئیس‌جمهور
مجموعهٔ این اتفاق‌ها غیبت احمدی‌نژاد از جلسات هیئت دولت و تعطیلی تمامی فعالیت‌ها و برنامه‌هایش برای ۱۱ روز متوالی را در پی داشت.
در این مدت تلاش‌هایی برای نشان دادن عدم قهر احمدی‌نژاد وجود داشت. خبرهایی دربارهٔ گفت‌گوی تلفنی احمدی‌نژاد با رئیس‌جمهور ترکمنستان در این راستا منتشر شد که پس از تکذیب دوباره بر آن تأکید شد. در مدت غیبت، محمدرضا میرتاج‌الدینی، معاون پارلمانی احمدی‌نژاد چندین نوبت حامل پیام‌های رئیس‌جمهور و نمایندگان مجلس برای یکدیگر و مسئول رایزنی با مجلس بود. برخی رسانه‌های داخلی دلیل غیبت احمدی‌نژاد را بیماری وی عنوان کردند و از استراحت وی خبر دادند.
با این‌حال برخی رسانه‌ها از شروط احمدی‌نژاد برای بازگشت به مسئولیت‌اش خبر دادند که با واکنش‌هایی روبرو شد. سه شرطی که رسانه‌ها عنوان کردند عبارت بود از:
1. سمت معاون اولی اسفندیار رحیم مشایی
2. برکناری حیدر مصلحی از وزارت اطلاعات
3. برکناری سعید جلیلی از دبیری شورای عالی امنیت ملی

همچنین از شروط محمود احمدی‌نژاد برای حضور در صدا و سیما و اختلاف وی با مسئولین صدا و سیما خبر داده شد. گفته شد که محمود احمدی‌نژاد خواهان حضور در برنامه‌ای زنده‌ است اما مسئولین صدا و سیما به دلیل ترس از اعمال غیرقابل پیش‌بینی وی، اجازهٔ این کار را نمی‌دهند.
احمدی‌نژاد در تاریخ ۱۱ اردیبهشت و پس از ۱۰ روز غیبت، در جلسهٔ هیئت دولت حاضر شد. به گفتهٔ مرتضی آقاتهرانی، رئیس فراکسیون هواداران دولت در مجلس ایران و استاد اخلاق هیئت دولت، احمدی‌نژاد در دیداری با خامنه‌ای از او مهلتی خواسته‌بود که تصمیم گیرد که کناره‌گیری کند یا با ماندن مصلحی موافقت کند.
بعداً تعدادی از شخصیت‌ها و رسانه‌های محافظه‌کار ایران اظهار داشتند احمدی‌نژاد به بعضی از کسانی که در آن مدت با او ملاقات داشتند گفته بوده‌است که «اگر همین الان انتخابات برگزار شود بیش از سی و پنج میلیون رای خواهد آورد».
آیت الله محمد یزدی نیز دربارهٔ دیدار خود با احمدی‌نژاد در جریان این غیبت یازده روزه می‌گوید:
برای رئیس‌جمهور توضیح دادم که سیستم حاکمیت ولایت فقیه این است که وقتی ولی امر حرفی را زد باید خواند و عمل کرد. نگرانم که ختم این پرونده با رودررویی و درگیری با رهبری ختم شود. ایشان نهایتاً گفتند: «نهایتاً منتهی می‌شود به اینکه آقای مصلحی استعفا می‌کند و نفر دیگری می‌آید و بالاخره به شکلی کنار می‌آییم.»
در تیر ۱۴۰۳، نصرالله پژمان‌فر نماینده مشهد در مجلس دوازدهم و یکی از اعضای جبهه پایداری در شبکه اجتماعی ایکس مدعی شد سعید جلیلی در زمان خانه‌نشینی احمدی‌نژاد اداره دولت را بر عهده داشته است.

## موضع‌گیری‌ها

### سید علی خامنه‌ای
سیدعلی خامنه‌ای در دیدار مردم استان فارس در ۳ اردیبهشت ۱۳۹۰ به شدت از رسانه‌هایی که به اختلاف‌ها دامن زدند انتقاد کرد. وی این قضیه را کم‌اهمیت خواند و سخنان رسانه‌ها دربارهٔ ایجاد شکاف درون نظام جمهوری اسلامی و حاکمیت دوگانه و گوش نکردن رئیس‌جمهور به حرف رهبری را سست و بی‌پایه خواند. او از دولت نیز دفاع کرد و گفت دولت مشغول خدمت است و هرجا خدمت باشد مردم و رهبری طرفدار دولت هستند.

### محمود احمدی‌نژاد
محمود احمدی‌نژاد نیز در پاسخ پرسش نمایندگان مجلس هشتم از خود در این باره گفت: 
این هم از آن حرف‌هاست. احمدی‌نژاد و خانه نشینی و استراحت؟! اکثر افراد می‌گویند یه کم استراحت کن و به خودت برس. مطمئن باشید که‌این وصله‌ها به دولت نمی‌چسبد و من همواره سعی کردم با یک ادبیات صحیح و منطقی و درست در خصوص ولایت تعریف کنم.

### مرتضی آقاتهرانی
در ویدیوی منتشرشده از مرتضی آقاتهرانی نیز ضمن طرح خبر مهلت‌خواهی احمدی‌نژاد و استعفا به‌شدت از دولت حمایت کرد. وی از شایعه‌پراکنی ضد دولت انتقاد کرد و گفت خدمتگزارِ کشور را بدترین انسان می‌کنند و حمایت‌های رهبری را کنار می‌گذارند. او در این سخنرانی، احمدی‌نژاد را تلویحاً بهترین و خدمتگزارترین آدم خواند و گفت کسانی که تا دیروز ولایت را برنمی‌تافتند امروز داغ ولایت می‌زنند. وی افزود این ماجرا خودش فتنه است و باید از آن درست عبور کرد و نگذارید دروغ بارتان کنند. آقاتهرانی گفت که در پاسخ به پرسش احمدی‌نژاد که گفته بود: «آیا این کار من ضد ولایت‌فقیه بوده‌است؟» گفته‌ام: «نه».